# Kopalnia Węgla Kamiennego Michał
Das Steinkohlenbergwerk Michał (polnisch Kopalnia Węgla Kamiennego Michał ‚Maxgrube‘) ist ein stillgelegtes Bergwerk im Ortsteil Michałkowice von Siemianowice Śląskie, Polen.

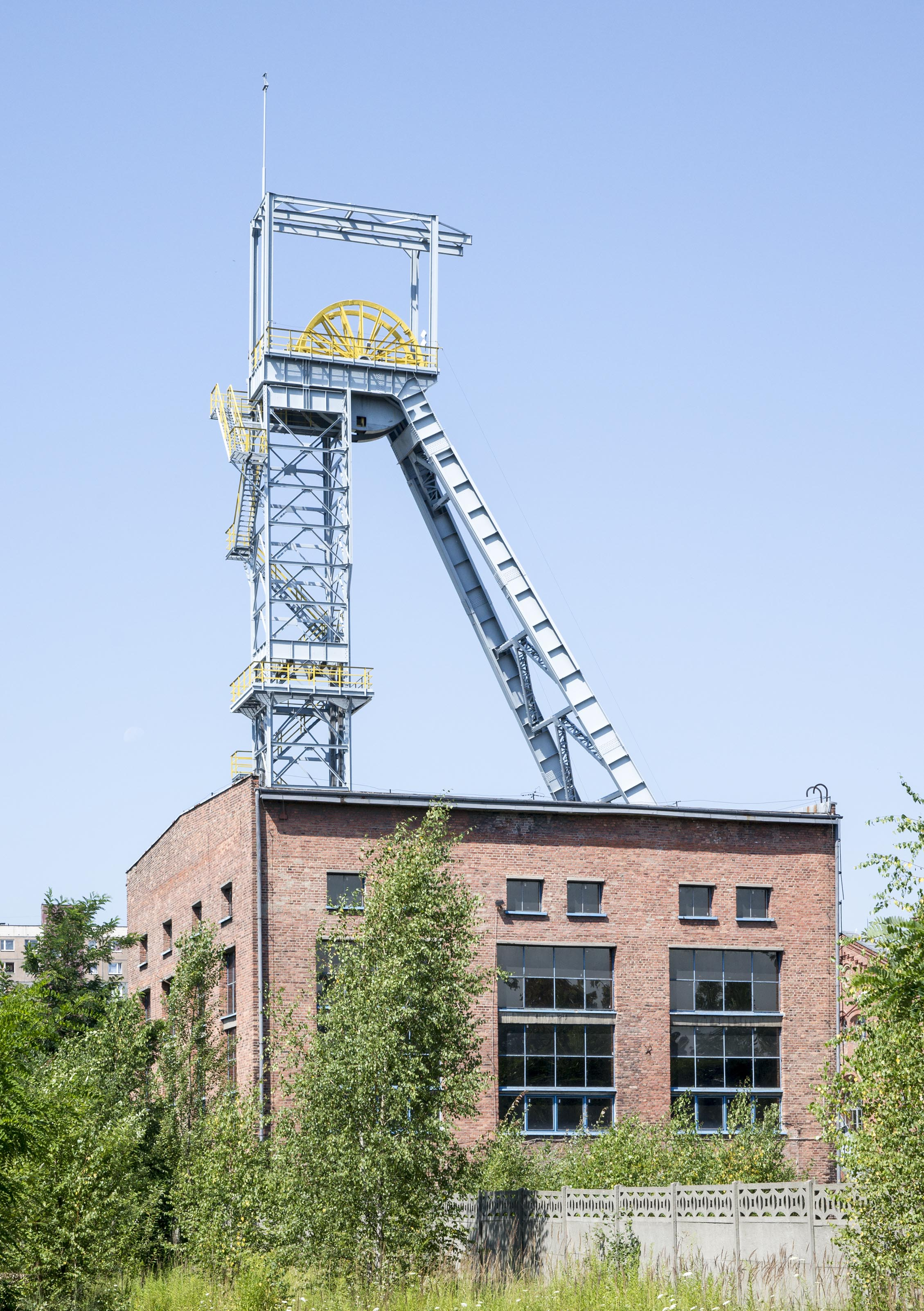
Restauriertes Fördergerüst über Schacht Krystin

## Geschichte
Das Steinkohlenbergwerk Max mit einer Größe von 2,19 km² wurde 1852 durch Max von Rheinbaben gemutet und 1881 in Betrieb gebracht. Es bildete später zusammen mit „Jung-Anna Südfeld“ und „Graf Gleichen“ eine Betriebsgemeinschaft.
Die Familie Rheinbaben hatte schon seit 1804 Bergbau auf Steinkohle im Gebiet von Siemianowice Śląskie betrieben und unterhielt auch die Bergwerke Fanny und Chassée. Im Gebiet von Max teufte sie ab 1881 den Schacht Max (später Westschacht) im Gefrierverfahren ab, geriet aber aufgrund der damit verbundenen Kosten in so große finanzielle Schwierigkeiten, dass sie 1887 ihren Besitz in eine Gewerkschaft einbrachte und letztere 1892 zusammen mit Chassée-Fanny an Hugo zu Hohenlohe-Öhringen verkaufen musste.
In der Anfangsphase wurden die drei Sattelflöze „Einsiedel“, „Heintzmann“ und „Heinitz-Reden-Pochhammer“ sowie zwei hängende Flöze mit einer Gesamtmächtigkeit von 19,6 Metern abgebaut. Hierzu gab es drei Sohlen, bei 170 m, bei 240 m und bei 340 m. Ab 1905 verfügte man über fünf Schächte:
Die Zentralanlage (Lage) besaß die drei Förderschächte West und Ost sowie Christian-Kraft (über sie erfolgte auch die Seilfahrt und der Transport von Bergematerial), die Anlage „Nord“ (Lage) mit den beiden Schächte Nord I (ausziehender Wetterschacht und Seilfahrt; 1990 abgerissen) und Nord II (einziehender Wetterschacht; Materialtransport). Es fand sowohl Spül- als auch Blasversatz statt. 2.257 Bergleute förderten 723.229 t Steinkohle, die größtenteils bei der Hohenlohe-Zinkhütte und der Laurahütte abgesetzt werden konnte.

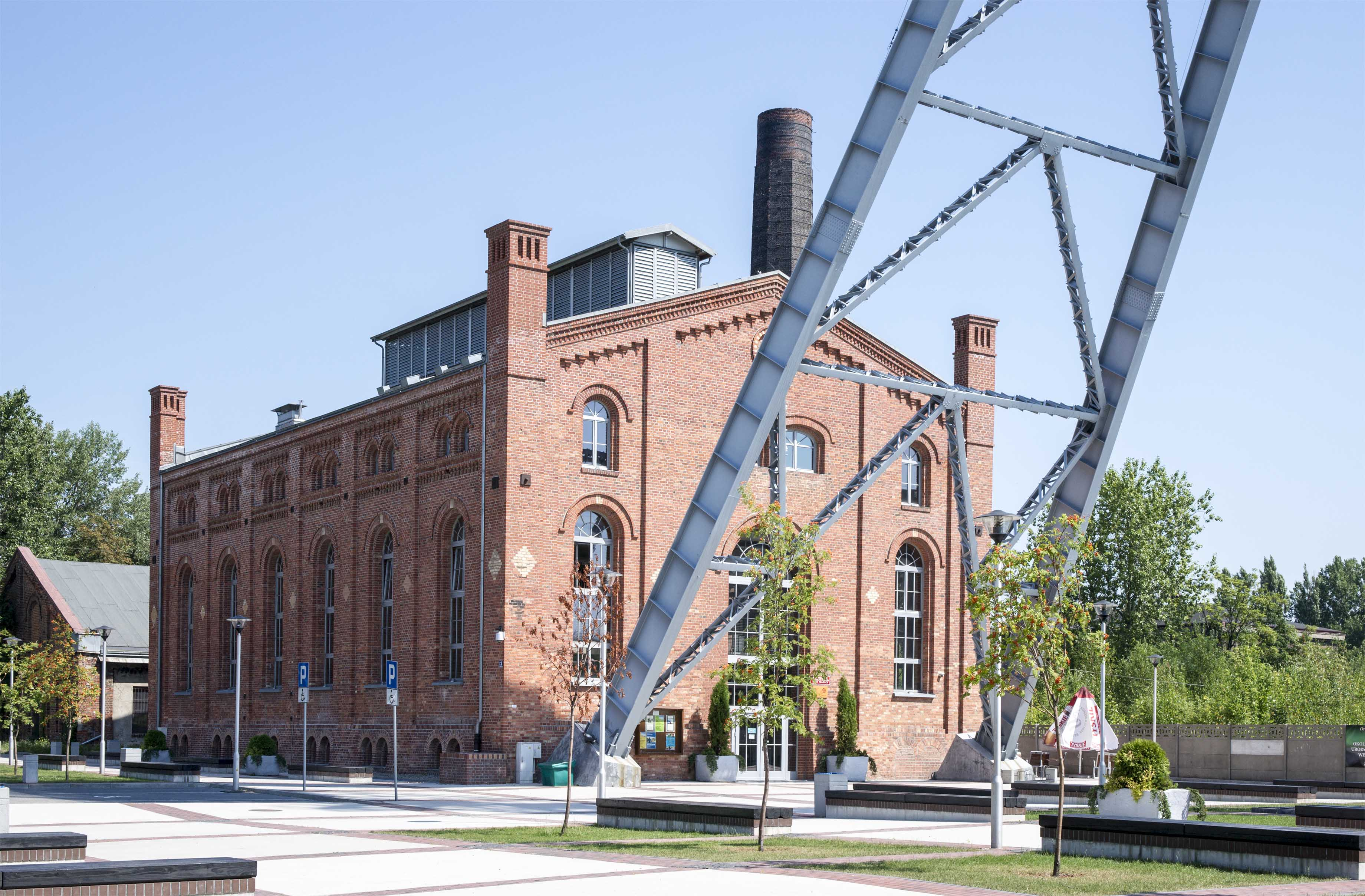
Fördermaschinenhalle (heute museal genutzt)

Die höchste Produktion im Ersten Weltkrieg wurde mit 922.574 t durch eine Belegschaft von 2.975 Personen im Jahr 1917 erreicht; diese brach nach Kriegsende auf 484.766 t im Jahr 1919 ein. Trotz der wirtschaftlichen Schwierigkeiten in den Zwanziger Jahren wuchs die Produktion danach wieder stetig und erreichte 1929 insgesamt 1.1013.740 t. Das Bergwerk verfügte zu diesem Zeitpunkt über 23 Dampfmaschinen mit einer Gesamtleistung von 2.504 PS, 2 Dampfturbinen mit einer Leistung von 62 PS, 323 Elektromotoren mit einer Gesamtleistung von 13.118 PS und 17 Generatoren mit 1.592 kW. Der wirtschaftliche Zusammenbruch erfolgte 1932 und war von Streiks und Zwangsurlaub für die Beschäftigten begleitet.
Im Jahr 1936 erhielt die Maxgrube, die ab 1920 zur polnischen Sektion der Hohenlohe-Werke gehörte und zwischenzeitlich Maks geschrieben wurde, den Namen Michał.
Deutsche Freischärler versuchten zu Beginn des Überfalls auf Polen das Bergwerk zu besetzen. Der Angriff von 200 angehörigen einer deutschen fünften Kolonne unter Obersturmbannführer Wilhelm Pisarski konnte am 1. September 1939 vom Werkschutz zurückgeschlagen werden. Bei den kämpfen fanden mehrere dutzend Angreifer sowie Pisarski den Tod.
Während des Zweiten Weltkriegs von den Reichswerken Hermann Göring ausgebeutet, wurde das Bergwerk nach dem Zweiten Weltkrieg verstaatlicht und Teil der Union der Kohleindustrie; ab 1957 gehörte es zur Abteilung Katowice.
Im Jahr 1975 erfolgte die Fusion mit dem Bergwerk Siemianowice und wurde die Abteilung III dieses Verbundbergwerks. Wegen des schlechten Zustands seiner Anlagen wurde es 1994 trotz noch großer Kohlenvorräte geschlossen und die Förderung eingestellt.

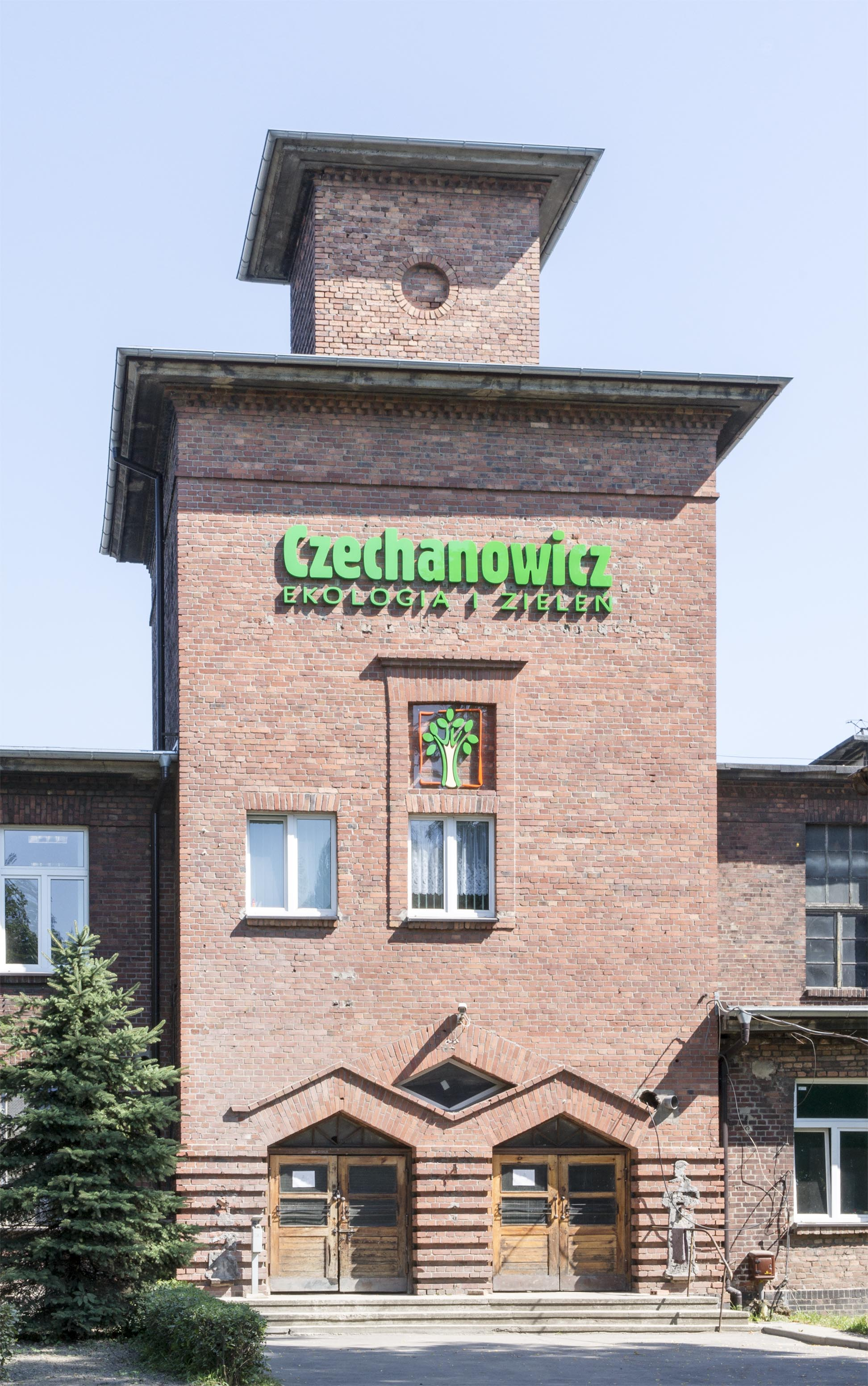
Reste der nördlichen Nebenanlage

Im Jahr 2012 wurde auf dem ehemaligen Betriebsgelände eine Ausstellung für Bergbau und Hüttenwesen eröffnet, zu der auch das renovierte Gerüst über Schacht Krystyn (ehemals Christian-Kraft) gehört. Auch wurde in diesem Zusammenhang die Dampffördermaschine von Schacht Ficinius des Bergwerks Siemianowice wieder zugänglich gemacht. Von der Anlage „Nord“ sind noch einzelne Gebäude erhalten, aber nicht zugänglich.

## Förderzahlen
| Jahr | Fördermenge in Tonnen |
| ---- | --------------------- |
| 1913 | 852.276               |
| 1938 | 860.268               |
| 1970 | 1.340.000             |